# Alexander Tamanian
Alexander Tamanian (în armeană Ալեքսանդր Թամանյան, în rusă Александр Ованесович Таманян, transliterat: Aleksandr Ovanesovici Tamanean; n. 4/16 martie 1878, Ekaterinodar, Imperiul Rus – d. 20 februarie 1936, Erevan, Republica Sovietică Federală Socialistă Transcaucaziană, URSS) a fost un arhitect armean de origine rusă, cunoscut pentru munca sa în orașul Erevan.